# قبعة كروية

مثال على قبعة كروية باللون الأزرق (وآخر باللون الأحمر)

في الهندسة الرياضية، القبعة الكروية أو القبة الكروية هي جزء من كرة مقطوعة بواسطة مستوٍ. وهو أيضًا قطعة كروية ذات قاعدة واحدة، أي يحده مستوى واحد. إذا كان المستوى يمر عبر مركز الكرة (مكونًا دائرة عظمى)، بحيث يكون ارتفاع القبعة مساويًا لنصف قطر الكرة، فإن القبعة الكروية يسمى نصف الكرة.

## الحجم والمساحة
يمكن حساب حجم القبعة الكروية ومساحة السطح المنحني باستخدام:
- نصف قطر الكرة {\displaystyle r}
- نصف قطر قاعدة القبعة {\displaystyle a}
- ارتفاع القبعة {\displaystyle h}
- الزاوية القطبية {\displaystyle \theta } بين أنصاف المستقيم من مركز الكرة إلى قمة القبعة (القطب) وحافة القرص التي تشكل قاعدة القبعة

|         | استخدام {\displaystyle r} و {\displaystyle h}  | استخدام {\displaystyle a} و {\displaystyle h}       | استخدام {\displaystyle r} و {\displaystyle \theta }                          |
| ------- | ---------------------------------------------- | --------------------------------------------------- | ---------------------------------------------------------------------------- |
| الحجم   | {\displaystyle V={\frac {\pi h^{2}}{3}}(3r-h)} | {\displaystyle V={\frac {1}{6}}\pi h(3a^{2}+h^{2})} | {\displaystyle V={\frac {\pi }{3}}r^{3}(2+\cos \theta )(1-\cos \theta )^{2}} |
| المساحة | {\displaystyle A=2\pi rh}                      | {\displaystyle A=\pi (a^{2}+h^{2})}                 | {\displaystyle A=2\pi r^{2}(1-\cos \theta )}                                 |